# Massimo Quaini
Massimo Quaini (* 5. Mai 1941 in Celle Ligure; † 21. November 2017 in Genua) war ein italienischer Geograph. Er war einer der bedeutendsten Vertreter marxistischer Ideen in der italienischsprachigen Geographie. Quaini war Geographieprofessor an der Universität Genua.
Sein meistzitiertes Werk Marxismo e geografia, erschienen 1974, wurde ins Niederländische (1977), Portugiesische (1979), Englische (1982) und Spanische (1985) übersetzt. Auch sein folgendes Werk, La costruzione della geografia umana, wurde 1981 in spanischer und 1992 in portugiesischer Übersetzung veröffentlicht. Ab 1978 war Quaini Herausgeber der Zeitschrift Hérodote/Italia, einer italienischsprachigen Ausgabe der von Yves Lacoste herausgegebenen Zeitschrift Hérodote, die sowohl aus dem Französischen übersetzte als auch neu verfasste Artikel enthielt. Quaini blieb bis 1982 Herausgeber, die im selben Jahr in Erodoto umbenannte Zeitschrift wurde 1984 wieder eingestellt.

## Werke

### Monographien
- Marxismo e geografia. 1974. ISBN 978-0631128168
- La costruzione della geografia umana. 1975. ISBN 978-8428104067
- Dopo la geografia. 1978.
- Tra geografia e storia: un itinerario nella geografia umana. 1992.
- La mongolfiera di Humboldt: dialoghi sulla geografia, ovvero sul piacere di cercare sulla luna la scienza che non c'è. 2001. ISBN 978-8881031344
- L'ombra del paesaggio. L'orizzonte di un'utopia conviviale. 2006. ISBN 978-8881032303
- Il mito di Atlante. Storia della cartografia occidentale in età moderna. 2006. ISBN 978-8895051024
- Visioni del celeste impero: l'immagine della Cina nella catografia occidentale. 2007. Co-Autor: Michele Castelnovi. ISBN 978-8895051031

### Sammelbände
- La conoscenza del territorio ligure fra Medio evo ed età moderna. 1981. ISBN 978-8870580013
- Carte e cartografi in Liguaria. 1986. ISBN 978-8870582123
- Liguria: porta europea del Mediterraneo. 1998. ISBN 978-8870586923
- Una geografia per la storia dopo Lucio Gambi 2008. ISBN 978-8815123473